# كرايغ كالفير
كرايغ كالفير (بالإنجليزية: Craig Calver)‏ هو لاعب كرة قدم بريطاني في مركز الهجوم، ولد في 20 يناير 1991 في كامبريدج في المملكة المتحدة. لعب مع برينتري تاون وسانت نيوتس تاون ونادي تشيلمسفورد ونادي سافرون والدن تاون ونادي ساوثيند يونايتد ونادي كامبريدج ستي ويوفل تاون.

## وصلات خارجية
- كرايغ كالفير على موقع قاعدة بيانات كرة القدم.إي يو (الإنجليزية)
- كرايغ كالفير على موقع Soccerbase.com (لاعب) (الإنجليزية)